# العلاقات السنغافورية الغانية
العلاقات السنغافورية الغانية هي العلاقات الثنائية التي تجمع بين سنغافورة وغانا.

## مقارنة بين البلدين
هذه مقارنة عامة ومرجعية للدولتين:
| وجه المقارنة                                              | سنغافورة                                                             | غانا         |
| --------------------------------------------------------- | -------------------------------------------------------------------- | ------------ |
| المساحة (كم2)                                             | 719                                                                  | 238.53 ألف   |
| عدد السكان (نسمة)                                         | 5.89 مليون                                                           | 26.91 مليون  |
| الكثافة السكانية (ن./كم²)                                 | 819.19 ألف                                                           | 112.82       |
| العاصمة                                                   | سنغافورة                                                             | أكرا         |
| اللغة الرسمية                                             | لغة إنجليزية، اللغة الملايو، اللغة الصينية القياسية، اللغة التاميلية | لغة إنجليزية |
| العملة                                                    | دولار سنغافوري                                                       | سيدي غاني    |
| الناتج المحلي الإجمالي (بليون دولار)                      | 323.91 مليار                                                         | 47.33 مليار  |
| الناتج المحلي الإجمالي (تعادل القوة الشرائية) بليون دولار | 472.59 مليار                                                         | 115.41 مليار |
| الناتج المحلي الإجمالي الاسمي للفرد دولار أمريكي          | 52.89 ألف                                                            | 1.37 ألف     |
| الناتج المحلي الإجمالي للفرد دولار أمريكي                 | 82.76 ألف                                                            | 4.08 ألف     |
| مؤشر التنمية البشرية                                      | 0.925                                                                | 0.579        |
| رمز المكالمات الدولي                                      | +65                                                                  | +233         |
| رمز الإنترنت                                              | .sg                                                                  | .gh          |
| المنطقة الزمنية                                           | ت ع م+08:00، توقيت سنغافورة المنسق ‏                                  | 00           |

## منظمات دولية مشتركة
يشترك البلدان في عضوية مجموعة من المنظمات الدولية، منها:
| علم المنظمة | اسم المنظمة                               | تاريخ انضمام سنغافورة | تاريخ انضمام غانا |
| ----------- | ----------------------------------------- | --------------------- | ----------------- |
|             | مؤسسة التنمية الدولية                     | 27 سبتمبر 2002        | 29 ديسمبر 1960    |
|             | يونسكو                                    | 8 أكتوبر 2007         | 11 أبريل 1958     |
|             | وكالة ضمان الاستثمار متعدد الأطراف        | 24 فبراير 1998        | 29 أبريل 1988     |
|             | الأمم المتحدة                             | 21 سبتمبر 1965        | 8 مارس 1957       |
|             | دول الكومنولث                             | ?                     | ?                 |
|             | الاتحاد البريدي العالمي                   | ?                     | ?                 |
|             | البنك الدولي للإنشاء والتعمير             | 3 أغسطس 1966          | 20 سبتمبر 1957    |
|             | الاتحاد الدولي للاتصالات                  | 22 أكتوبر 1965        | 17 مايو 1957      |
|             | منظمة حظر الأسلحة الكيميائية              | ?                     | ?                 |
|             | مؤسسة التمويل الدولية                     | 4 سبتمبر 1968         | 3 أبريل 1958      |
|             | المركز الدولي لتسوية المنازعات الاستشارية | 13 نوفمبر 1968        | 14 أكتوبر 1966    |
|             | منظمة التجارة العالمية                    | ?                     | ?                 |
|             | منظمة الشرطة الجنائية الدولية             | ?                     | ?                 |

## وصلات خارجية
- موقع وزارة الخارجية السنغافورية
- موقع وزارة الخارجية الغانية